# Židovská svatba
| Židé a judaismus |
| Židé • Judaismus • Kdo je Žid |
| Ortodoxní • Konzervativní (Masorti) Progresivní (Reformní - Liberální) • Ultraortodoxní Samaritáni • Falašové • Karaité                                                                                            |
| Etnické skupiny a jazyky |
| Aškenázové • Sefardové • Mizrachim Hebrejština • Jidiš • Ladino • Ge'ez • Buchori |
| Populace (vývoj) |
| Evropa • Amerika • Asie • Afrika • Austrálie |
| Náboženství |
| Bůh • Principy víry • Boží jména 613 micvot • Halacha • Noachidské zákony Mesiáš • Eschatologie |
| Židovské myšlení, filosofie a etika |
| Židovská filosofie Cdaka • Musar • Vyvolenost Chasidismus • Kabala • Haskala |
| Náboženské texty |
| Tóra • Tanach • Mišna • Talmud • Midraš Tosefta • Mišne Tora • Šulchan aruch Sidur • Machzor • Pijut • Zohar |
| Životní cyklus, tradice a zvyky |
| Obřízka • Pidjon ha-ben • Simchat bat • Bar micva Šiduch • Svatba • Ketuba • Rozvod (Get) • Pohřeb Kašrut • Židovský kalendář • Židovské svátky Talit • Tfilin • Cicit • Kipa Mezuza • Menora • Šofar • Sefer Tora |
| Významné postavy židovství |
| Abrahám • Izák • Jákob • Mojžíš Šalomoun • David • Elijáš • Áron Maimonides • Nachmanides • Raši Ba'al Šem Tov • Ga'on z Vilna • Maharal                                                                           |
| Náboženské budovy a instituce |
| Chrám • Synagoga • Ješiva • Bejt midraš Rabín • Chazan • Dajan • Ga'on Kohen (kněz) • Mašgiach • Gabaj • Šochet Mohel • Bejt din • Roš ješiva                                                                      |
| Židovská liturgie |
| Šema • Amida • Kadiš Minhag • Minjan • Nosach Šacharit • Mincha • Ma'ariv • Musaf |
| Dějiny Židů |
| starověk • středověk • novověk |
| Blízká témata |
| Antisemitismus • Gój • Holocaust • Izrael Filosemitismus • Sionismus Abrahámovská náboženství |
| z • d • e |

Židovská svatba (hebrejsky חתונה‎, chatuna, v halachické terminologii חופה וקידושין‎, chupa ve-kidušin) je jedním z životních rituálů Židů. Probíhá podle přesně stanovených zásad, které vycházejí z biblických tradic. Svatbou uzavřou muž se ženou smlouvu o společném soužití, zplození a vychovávání potomků. Naplňuje se tak ideál – judaismus považuje manželství za jediný správný stav pro muže i ženu. Na rozdíl od křesťanství lze v judaismu manželství zrušit rozvodem.
Židovská svatba není pouze jedním aktem, ale sestává ze dvou částí – kidušin (קידושין‎, zásnuby) a nisu'in (נישואין‎, sňatek). Původně se konaly tyto dva obřady odděleně, nisu'in do roka po kidušin, ve středověku však byly obě části spojeny a doplněny o některé prvky, takže se dnes obřad koná v jeden den.

## Průběh svatebního obřadu

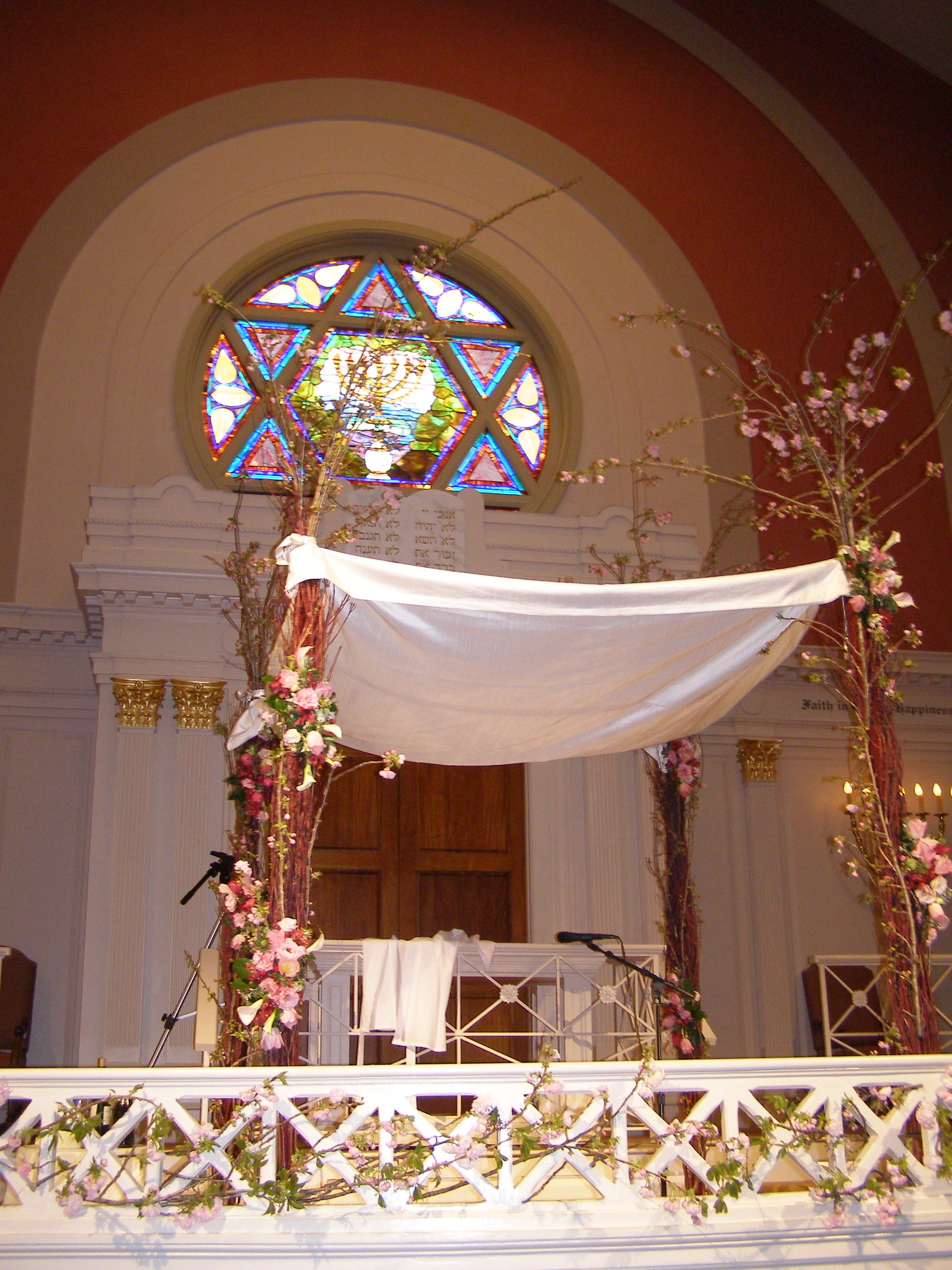
Chupa v synagoze ve Washingtonu

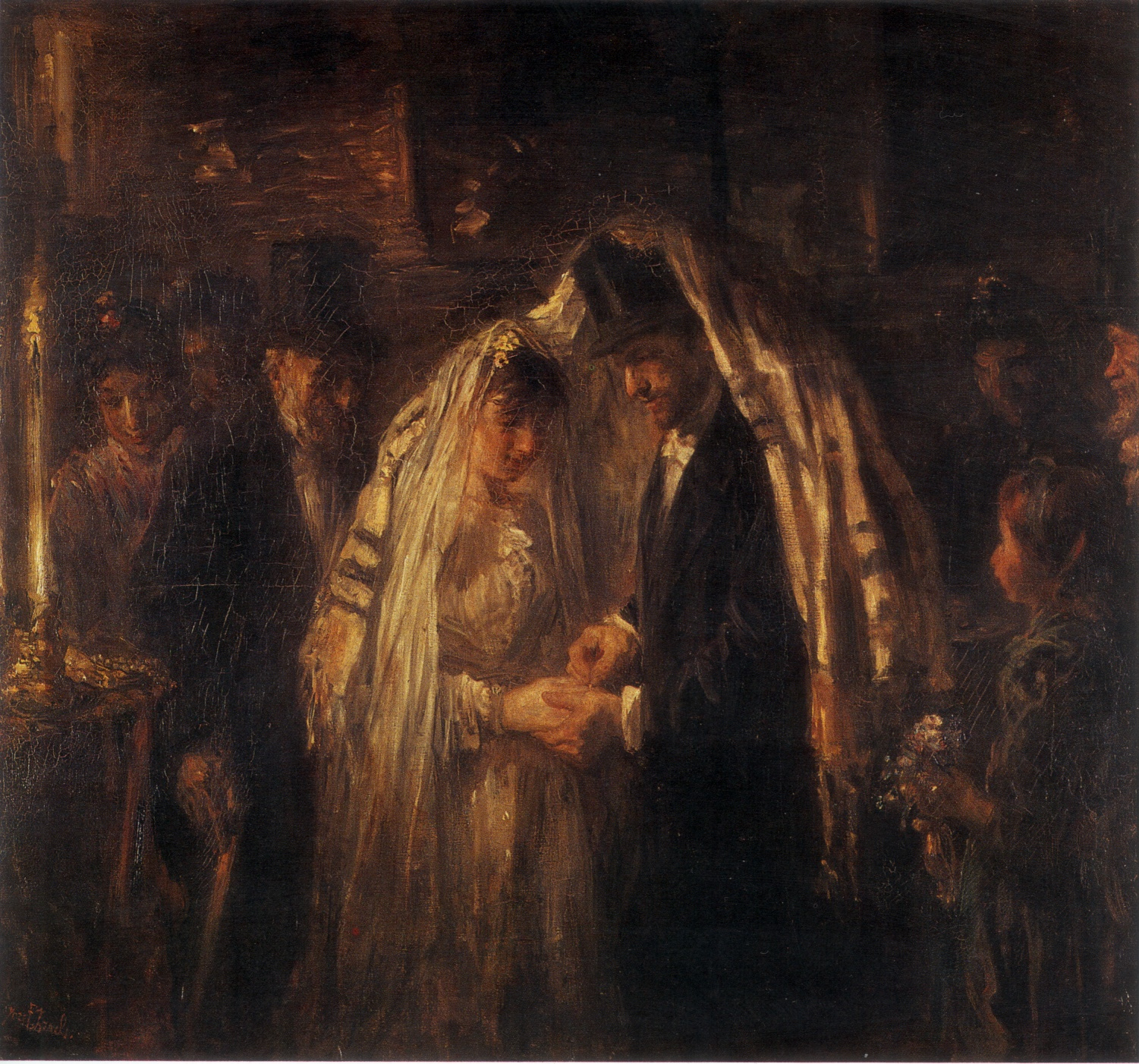
Židovská svatba na obraze Jozefa Israëlse (1903).

Již před svatebním obřadem je nutné dodržet jistá pravidla. Dohodnutí svatebních podmínek se hebrejsky řekne tna'im. Je zvykem, že před svatbou se snoubenci týden nestýkají, to proto, aby se na sebe ještě více těšili. Velmi důležité je připravení smlouvy, zvané ketuba, která obsahuje především slib manžela, že se bude ke své ženě chovat, jak se sluší, a nikdy ji nenechá nezaopatřenou. Ketubu podepisují dva svědkové a někdy i ženich.
V Praze a v evropských městech je zvykem, že se svatební obřad odehrává v synagoze. Pravděpodobně to vyplývá ze stálého ohrožení, ve kterém se židovský národ v průběhu staletí mnohokrát ocitl,[zdroj?] protože podle původní tisícileté tradice se má svatba konat pod širým nebem.[zdroj?]

### Kidušin (chupa)
Po „úvodním“ obřadu (v jidiš bedekn), kdy se hlava nevěsty pokrývá závojem, jsou ženich s nevěstou (chatan a kala) odvedeni pod svatební baldachýn (hebrejsky chupa). Chupa stojí na čtyřech tyčích, které někdy drží čtyři přátelé ženicha (bývá zvykem, že ji drží svobodní muži) a znázorňuje budoucí domov manželů. Nejdříve tančící a zpívající průvod přátel a svatebních hostů přivede ženicha k nevěstě. Když si ověřil, že je to ta, kterou zvolil (aby nedošlo k tomu, že by mu byla „podstrčena“ jiná, jako se to stalo v případě Jákoba), zakryje ženich nevěstě závojem tvář a ona vysloví modlitbu, ve které vyjadřuje přání dobrého vztahu se svým budoucím manželem a vysloví také přání mít z tohoto manželství zdravé děti v bázni Boží. Poté je ženich průvodem mužů doprovázen k obřadníkovi pod baldachýn a vyčkává příchodu žen s nevěstou. Matka ženicha a matka nevěsty přivedou nevěstu k ženichovi a ta sedmerým obejitím muže pod chupou zahajuje první část svatebního obřadu. Všechno se odehrává „pod dohledem“ dvou způsobilých svědků, obřadníka, kterým nemusí být vždy rabín, a deseti dospělých mužů, kteří tvoří minjan. Po požehnání nad vínem se snoubenci napijí z poháru. Vlastní „zasvěcení“ (kidušin) provede ženich, který navlékne nevěstě prsten na ukazováček pravé ruky a pronese: „Budiž mi zasvěcena tímto prstenem podle zákona Mojžíše a Izraele“, načež všichni přítomní vykřiknou: mekudešet (čili vdaná, doslovně „zasvěcená“). V této chvíli je sňatek uzavřen.

### Ketuba
Předěl mezi zásnubami a sňatkem tvoří předčítání svatební smlouvy. Pokud není svatební smlouva (ketuba) podepsaná svědky, případně ženichem, již předem, zmínění ji podepíší a rabín ji nahlas přečte a v překladu (text je aramejský) vysvětlí její obsah. Ženich se zavazuje, že se bude o nevěstu řádně starat a v případě rozluky jí vyplatí dohodnutou sumu peněz, ze které může žít nejméně jeden rok od rozluky. Ženich poté formálně přijme závaznost ketuby a odevzdá ji nevěstě. Po této části následuje nisu’in.

### Nisu'in
Potom se vystřídají ženichem vybraní muži vyslovením sedmi požehnání nad pohárem vína. Na závěr je zvykem rozšlápnout sklenici, aby se připomnělo zboření chrámu v Jeruzalémě a skutečnost, že prožívané štěstí kalí tento smutek. Skleničku ženich rozdupne nohou a všichni přítomní zvolají „Mazal tov!“, což znamená „dobré znamení“, přeneseně „hodně štěstí“. Nyní se novomanželé vzdálí do oddělené místnosti s připraveným občerstvením, kde spolu po nějakou dobu nerušeně setrvají.

## Tradice
Poté, co novomanželé stráví první společné chvíle sami v uzavřené místnosti, se opět připojí ke svatebním hostům a následuje hostina, předávání darů a svatební veselí, které je často provázené tancem a hudbou. Po modlitbě na závěr hostiny se vysloví sedmero požehnání (ševa brachot). Svatební veselí trvá sedm dní a nocí. Zvyklostí je také ženichovo kázání na různá témata z Bible a Talmudu, za které dostane od přítomných dar. Dary nevěstě se většinou předávají už před svatbou a tvoří z velké části výbavu nové domácnosti.
Bývá zvykem, že během tanců při svatební veselí jsou oba novomanželé vyzvednutí na židlích nad hlavy ostatních a tak jsou připodobňováni ke králi a královně. Na svatbě se zpívá řada tradičních písní, mezi nejznámější patří Hava nagila.